# Frenchtown-Rumbly (Maryland)
Frenchtown-Rumbly is een plaats (census-designated place) in de Amerikaanse staat Maryland.

## Demografie
Bij de volkstelling in 2000 werd het aantal inwoners vastgesteld op 96.

## Geografie
Volgens het United States Census Bureau beslaat de plaats een oppervlakte van
21,6 km², waarvan 10,7 km² land en 10,9 km² water.

## Plaatsen in de nabije omgeving
De onderstaande figuur toont nabijgelegen plaatsen in een straal van 20 km rond Frenchtown-Rumbly.